# National Cancer Institute

Altes Logo

Das National Cancer Institute (NCI; deutsch: Nationales Krebsinstitut) ist ein Krebsforschungszentrum und eins der Institute der National Institutes of Health (NIH). Das NIH wiederum gehört zum US-Ministerium für Gesundheitspflege und Soziale Dienste und ist die wichtigste Behörde für biomedizinische Forschung der USA. Leiter (Director) ist Norman Sharpless und Stellvertreter (Principal Deputy Director) ist Douglas R. Lowy.

## Aufgaben
Das NCI koordiniert das National Cancer Program, das Forschungsvorhaben auf dem Gebiet der Krebserkrankungen durchführt bzw. fördert. Dafür verfügt das NCI über ausgedehnte Forschungslabore an den Standorten Bethesda (Maryland) und NCI-Frederick in Fort Detrick, in Frederick (Maryland). Außerdem werden zahlreiche Forschungsprojekte an verschiedenen wissenschaftlichen staatlichen und privaten Einrichtungen in den Vereinigten Staaten über sogenannte NCI grants finanziert. Durch das NCI werden Ausbildungsprogramme für Krebsforscher und klinisch tätige Onkologen unterstützt. Das NCI sammelt Informationen über Krebserkrankungen und nimmt eine wesentliche Aufgabe bei der Information der Öffentlichkeit über Krebserkrankungen wahr. Das NCI gibt mehrere Peer-Review Fachzeitschrift heraus, darunter seit den 1940er Jahren das Journal of the National Cancer Institute.

## Geschichte
Das Institut wurde durch den National Cancer Institute Act am 5. August 1937 als Krebsforschungszentrum ins Leben gerufen. Durch den Public Health Service Act vom 1. Juli 1944 wurde das NCI ein Teil der NIH. Durch eine weitere Gesetzesänderung, dem National Cancer Act von 1971, wurden die Zuständigkeiten des NCI erweitert.

## Medikamentenentwicklung
Ein wesentlicher Tätigkeitsbereich des NCI waren die Förderung der Forschung zur Entwicklung neuer Medikamente gegen Krebserkrankungen.
Nach einer 1996 veröffentlichten internen Analyse waren die Entwicklung von zwei Drittel aller durch die Food and Drug Administration (FDA) zugelassenen Medikamente gegen Krebs maßgeblich durch das NCI gefördert worden.